# Siti Rukiah
Siti Rukiah (également connue sous le nom de Siti Rukiah Kertapati), née en 1927, morte en 1996, est une femme de lettres indonésienne.

## Biographie
Siti Rukiah est née le 25 avril 1927 à Purwakarta, dans la partie occidentale de l'île de Java. Après ses études, elle  poursuit dans l'enseignement à Purwakarta, et entame en parallèle une carrière dans l'écriture. Elle participe aussi à la Révolution nationale indonésienne contre les néerlandais, de 1945 à 1949, à côté de son compagnon de luttes et compagnon dans la vie, Sidik Kertapati. Elle commence par écrire des poèmes pour des magazines, et à écrire des nouvelles, des histoires et des romans pour enfants. En 1948, elle rejoint le magazine littéraire  Pudjangga Baru comme correspondante à Purwakarta, puis, en 1950, elle déménage à Jakarta pour un poste de secrétaire de rédaction dans cette revue. Elle est l'auteure de roman, notamment Kedjatuhan dan Hati (Échec et cœur). C'est un portrait de femmes, pendant la Révolution et dans la période post-Révolution, avec leur engagement politique, leur idéal et quelquefois leurs désenchantements.
En 1951, elle déménage à Bandung et devient la rédactrice en chef d'un magazine pour enfants, "Paradise". En 1952, elle publie un recueil de nouvelles et de poèmes sous le titre Tandus (En friche), couronné du  prix littéraire national. La même année elle commence à écrire des histoires pour enfants sous son nom de femme mariée, S. Rukiah Kertapati. Elle publie également un ouvrage avec son mari, The Love Love, dans une autre collection, Teragedi Humanity.
Elle prend part à l'organisation du LEKRA (Lembaga Kebudajaan Rakjat), un institut culturel du Parti communiste indonésien (PKI), devient membre du comité directeur de cette organisation et directrice de plusieurs de ses revues. En octobre 1965, le général  Soeharto  s'empare du pouvoir. Le parti communiste est interdit, et les ouvrages de Siti Rukiah sont interdits. Cessant pour l'essentiel son activité littéraire, elle meurt en 1996.

## Principales publications
- Kedjatuhan dan hati, Jakarta, Pustaka Rakjat, 1950 (OCLC 40912761)
- Kenang-kenangan dari tanah rentjong : Teuku Hassan Djohan Pahlawan, Jakarta, Grafika, 1954 (OCLC 42594708)
- Teuku Hassan Djohan Pahlawan : kenang-kenangan dari tanah rentjong, Jakarta, Grafika, 1957 (OCLC 21650508)
- Tandus, Jakarta, Balai Pustaka, 1958 (OCLC 607761)
- Taman sandjak si Ketjil; batjaan anak² umur 8-10 tahun, Jakarta, Balai Pustaka, 1959 (OCLC 36682963)
- Kisah perdjalanan si Apin, Jakarta, Grafica, 1959 (OCLC 63863199)
- Pak Supi kakek pengungsi, Jakarta, Swada, 1961 (OCLC 42908528)
- Djaka tingkir, Jakarta, Balai Pustaka, 1962 (OCLC 4278836)
- Dongeng² Kutilang, Jakarta, Jajasan Kebudajaan Sadar, 1962 (OCLC 752244)
- Tandus : sandjak-sandjak, Jakarta, P.N. Balai Pustaka, 1964 (OCLC 13474416)
- Sekumpulan fabel Junani kuno, Jakarta, Jajasan Kebudajan Sader, 1964 (OCLC 63839566)
- 20 dongeng pilihan, Jakarta, Jajasan Kebudajaan Sadar, 1964 (OCLC 63863200)
- Si Lenting Kuning, Jakarta, Swada, 1965 (OCLC 652182)